# Montbrison (Loire)
Montbrison é uma comuna francesa na região administrativa da Auvérnia-Ródano-Alpes, no departamento do Loire. Estende-se por uma área de 16.33 km². Em 2010 a comuna tinha 16 270 habitantes (densidade: 996,3 hab./km²).